# Rattenlinie Nord

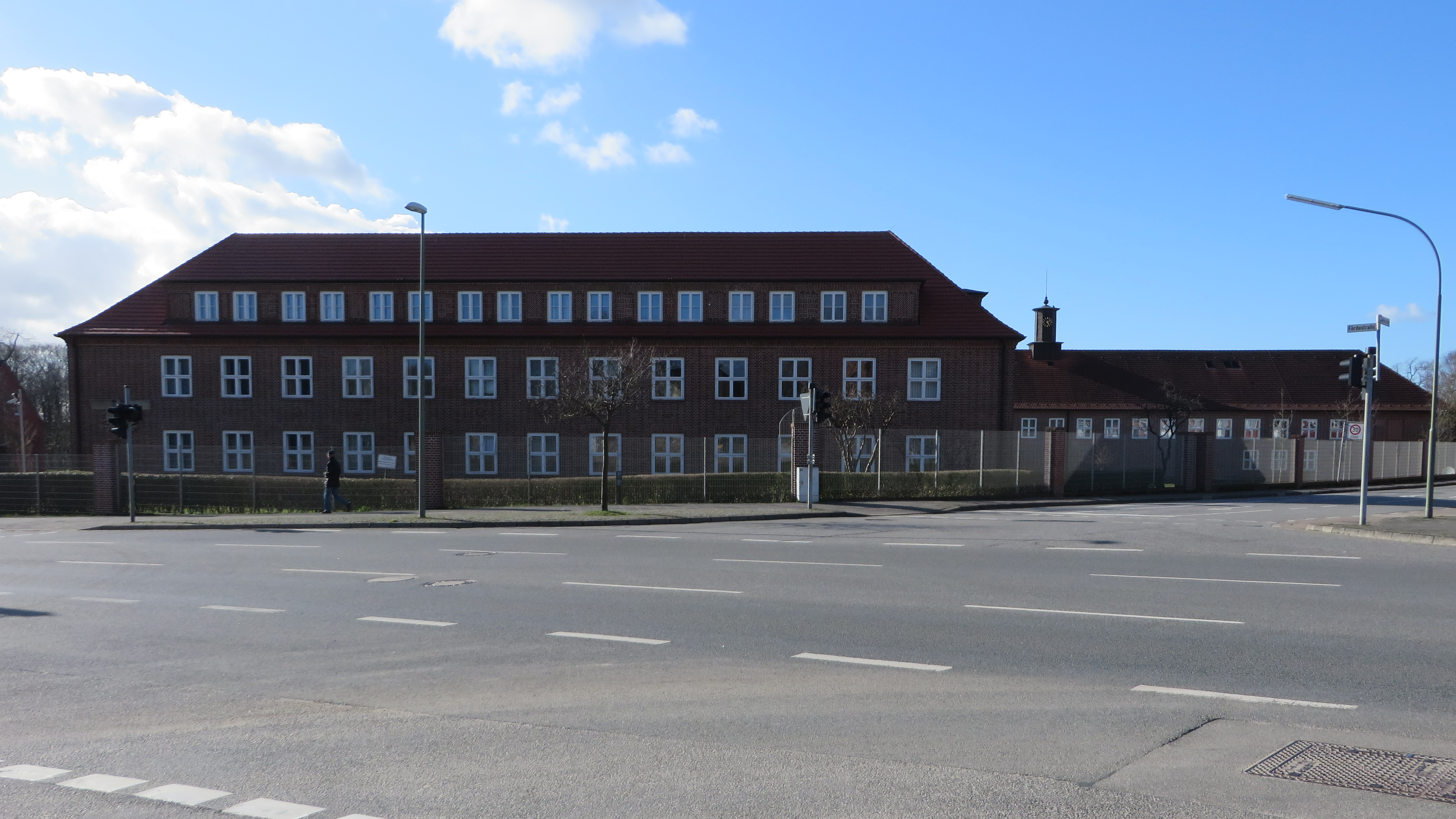
Die Marinesportschule Mürwik, in der sich im Mai 1945 die letzte Reichsregierung aufhielt

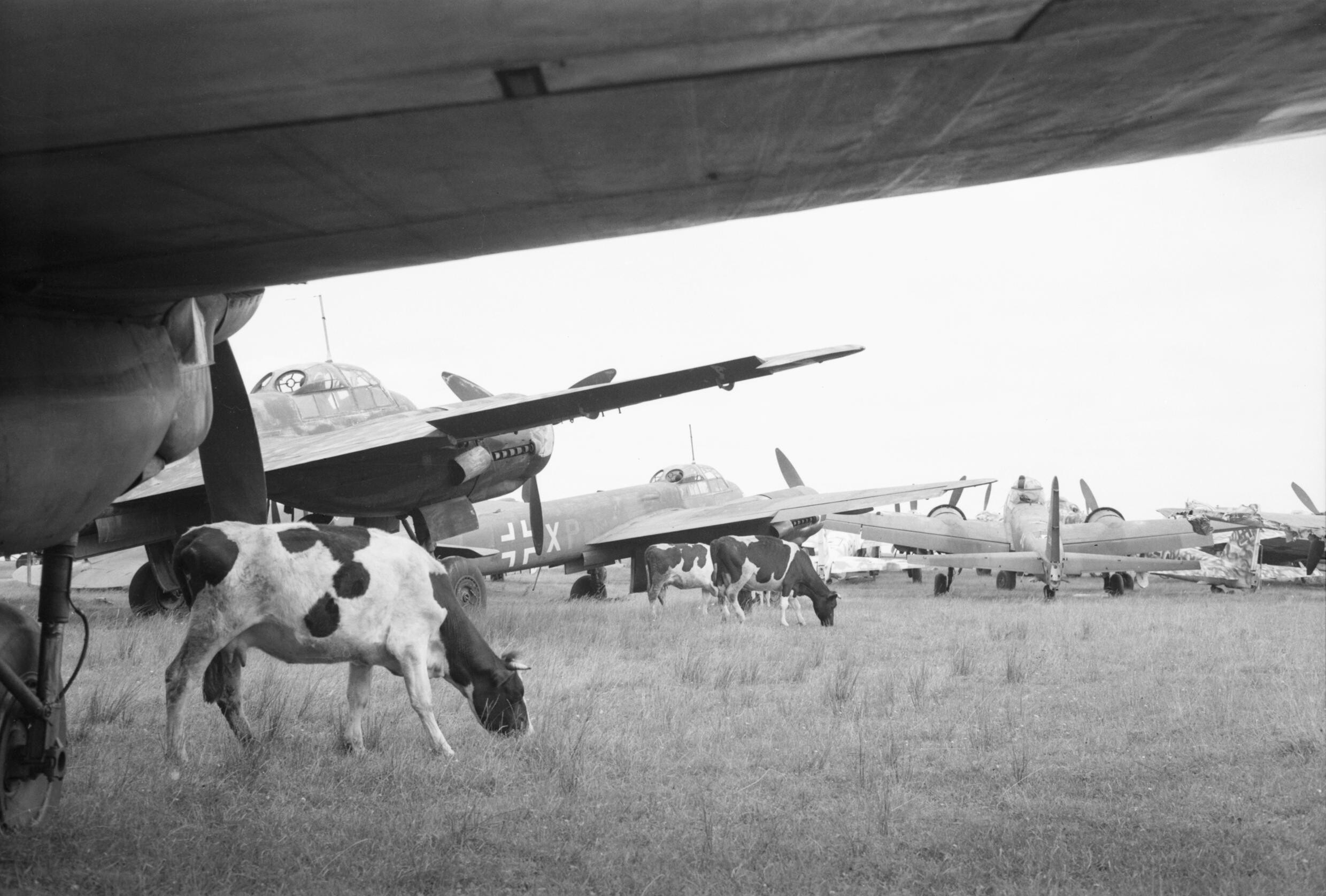
Um nach Flensburg zu gelangen, wurden auch Flugzeuge genutzt. In den letzten Kriegstagen landeten zahlreiche Maschinen auf dem damals noch größeren Flugplatz Flensburg-Schäferhaus.

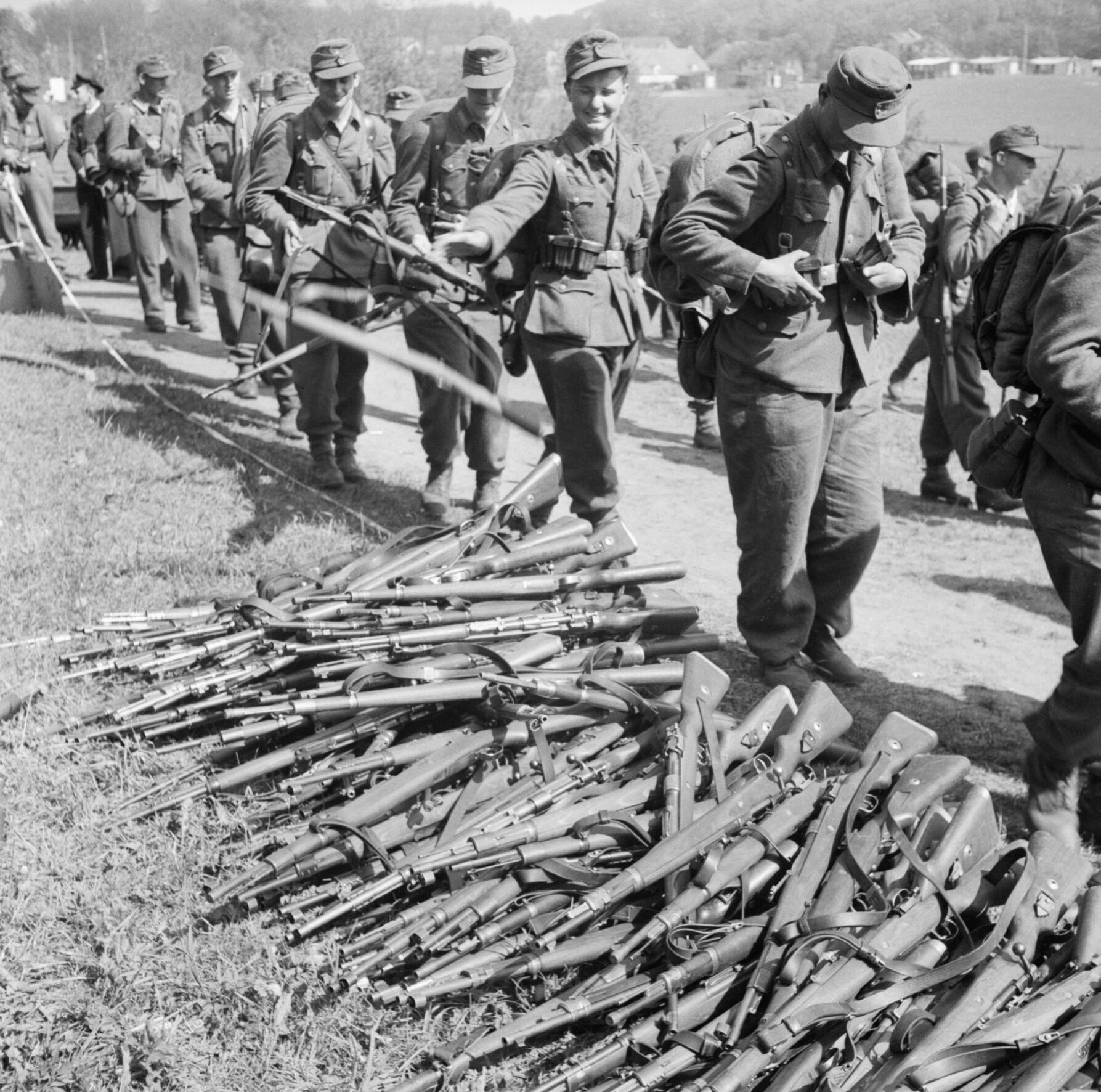
Abziehende deutsche Soldaten, die 1945 an der Grenze bei Krusau, einem Vorort von Flensburg, entwaffnet wurden

Die Rattenlinie Nord bezeichnet die Fluchtroute von zahlreichen hochrangigen Nationalsozialisten nach Schleswig-Holstein in Richtung Flensburg im Jahr 1945. Sie wird allgemein von anderen sogenannten Rattenlinien, die aus Europa herausführten, getrennt betrachtet.

## Gründe der Flucht in Richtung Flensburg
In den letzten Kriegstagen des Zweiten Weltkrieges flüchtete ein großer Teil der verbliebenen NS-Größen nicht in die angebliche Alpenfestung, sondern über die sogenannte Rattenlinie Nord nach Schleswig-Holstein in Richtung Flensburg. Im unzerstörten Flensburger Ortsteil Mürwik wurde der Sonderbereich Mürwik für die letzte Reichsregierung unter Karl Dönitz eingerichtet. Die Planungen für die Verlagerung der Reichsministerien in Form von Arbeitsstäben von Berlin weg hatten im Februar 1945 begonnen und wurden im April 1945 realisiert (vgl. Fall Clausewitz). Ein kleinerer Teil der flüchtigen NS-Entscheidungsträger hoffte offenbar auch, sich nach Dänemark absetzen zu können. Doch am 5. Mai wurde von Mürwik aus die Teilkapitulation der deutschen Truppenteile in Dänemark angeordnet. Noch im Mai 1945 zogen die deutschen Soldaten aus Dänemark ab (vgl. Dänemark unter deutscher Besatzung). Des Weiteren gab es unter den flüchtenden Nazis auch die Hoffnung, dass die britische Besatzungsmacht, wie in Großbritannien damals üblich, auf die Meldepflicht verzichten würde. Dies bewahrheitete sich später und begünstigte so die Möglichkeit des Untertauchens auf Dauer.

## Geflüchtete Personen und Einheiten
Auch der Reichsführer SS Heinrich Himmler setzte sich zusammen mit seinem Chefadjutanten Werner Grothmann und seinem persönlichen RFSS-Stab, der aus 150 Personen bestand, in Richtung Flensburg ab, das er am 3. Mai 1945 erreichte. Er wollte an der Regierung von Großadmiral Dönitz beteiligt werden.
Kommandobehörden, die im Mai 1945 in den Raum Flensburg zogen, teilweise auf Anweisung von Himmler, waren:
- das SS-Führungshauptamt unter SS-Obergruppenführer Hans Jüttner,
- das SS-Personalhauptamt unter dem SS-Obergruppenführer Maximilian von Herff,
- das Hauptamt der Ordnungspolizei unter dem SS-Obergruppenführer Alfred Wünnenberg,
- das Amt III des Reichssicherheitshauptamtes (SD-Inland) unter Otto Ohlendorf (SS-Gruppenführer und Generalleutnant der Polizei, Leiter der Einsatzgruppe D),
- das Amt VI des Reichssicherheitshauptamtes (RSHA) (SD-Ausland) unter SS-Gruppenführer Walter Schellenberg,
- Teile des Reichskriminalamtes (das als Amt V im RSHA integriert war),
- das SS-Wirtschafts- und Verwaltungshauptamt unter SS-Obergruppenführer Oswald Pohl sowie
- das Amt D des WVHA Inspektion KL unter SS-Gruppenführer Richard Glücks.

Neben diesen Kommandobehörden kamen auch die Mitarbeiter der Gestapostelle Schwerin unter dem SS-Standartenführer Ludwig Oldach und die Mitarbeiter der Leitstelle Stettin unter dem SS-Standartenführer und Polizeipräsidenten Fritz Karl Engel nach Flensburg.
Zu dem nach Flensburg verlagerten Amt D gehörten der Kommandant des KZ Auschwitz Rudolf Höß, SS-Hauptsturmführer Karl Sommer, KZ-Arzt Enno Lolling, SS-Sturmbannführer Wilhelm Burger, SS-Standartenführer Gerhard Maurer sowie die KZ-Kommandanten Hans Bothmann, Arthur Liebehenschel, Anton Kaindl und Paul Werner Hoppe. Weitere Personen, die nach Flensburg kamen, waren u. a. der SS-Gruppenführer Emil Höring, ehemaliger Befehlshaber der Ordnungspolizei (BdO) des Warthegaus, der Generalmajor der Polizei Walter Gudewill und der Reichsarzt SS Karl Gebhardt. SS-Generäle, die sich zum Kriegsende im Flensburger Raum aufhielten, waren Udo von Woyrsch, Curt von Gottberg, Hans-Adolf Prützmann, Wilhelm Koppe sowie der SS-General und chirurgische Begleitarzt Adolf Hitlers Karl Brandt.
Nach Flensburg kam auch der SS-Sturmbannführer Kurt Stawizki, ein Täter des Holocaust, der nach dem Attentat vom 20. Juli 1944 eine leitende Position bei der Sonderkommission 20. Juli des RSHA einnahm. Der Gauleiter der NSDAP in Ostpreußen Erich Koch erreichte Flensburg ebenfalls, jedoch mit Zwischenstopp in Kopenhagen. Des Weiteren fand sich Anfang Mai auch der Reichsminister des Auswärtigen Joachim von Ribbentrop in Flensburg ein.
In Flensburg angekommen, bezogen die geflüchteten Nazis Gasthäuser oder öffentliche Gebäude der Stadt. Sie kampierten im Flensburger Polizeipräsidium oder tauchten im kaum überschaubaren Mürwiker Stützpunkt unter. Viele Einheiten lagerten außerdem im Umfeld der Stadt Flensburg. Deshalb ist davon auszugehen, dass nicht alle geflüchteten Personen und Einheiten heute noch ermittelbar sind.

## Verbleib

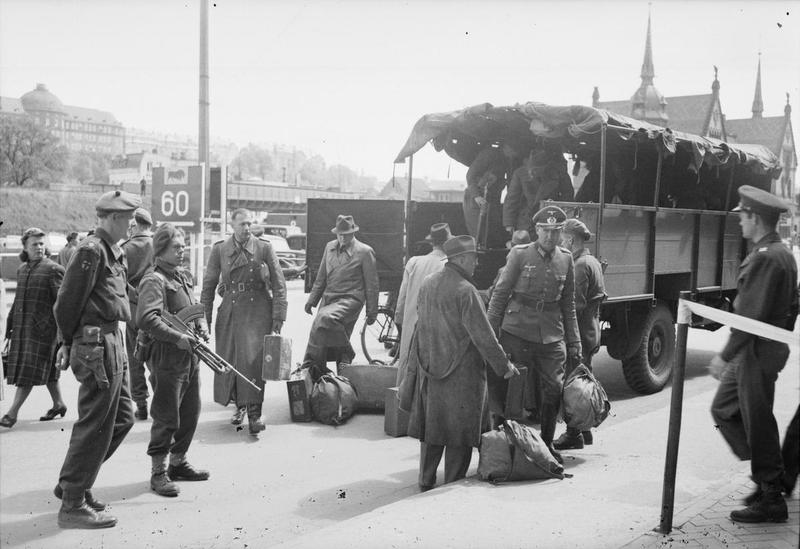
Mitglieder der letzten Reichsregierung aus Mürwik am 23. Mai 1945. Nach ihrer Verhaftung steigen sie am Flensburger ZOB aus. Beim ZOB befanden sich das Polizeipräsidium und der Regierungshof, der zentrale Standort der Britischen Kräfte

Schon vor dem Erreichen Flensburgs waren einige Einheiten versprengt oder von den Alliierten gefangen genommen worden oder hatten sich unauffindbar abgesetzt, so dass ihre geflüchteten Vorgesetzten nur noch ihr Verschwinden registrieren konnten. Die in Flensburg eingetroffenen NS-Größen erhielten nach der Ankunft im Polizeipräsidium, das dem SS-Standartenführer Hans Hinsch als Polizeipräsident unterstand, Papiere für neue Identitäten. So wurden SS-Angehörige zu einfachen Feldpolizisten, Unteroffiziere der Wehrmacht zu Maaten der Marine erklärt. Die genaue Anzahl der im Polizeipräsidium ausgestellten falschen Papiere ist bis heute unklar. Es sollen hunderte gewesen sein. Schätzungen gehen von ungefähr 2000 bis 3000 falsch ausgestellten Ausweispapieren aus. In Mürwik erhielten diese „neuen Personen“ passende gebrauchte Uniformen. Wenn in Mürwik Eintreffenden noch Papiere fehlten, ließ auch der Kommandeur der Marineschule Mürwik, Wolfgang Lüth, falsche Kennkarten der Wehrmacht ausgeben. Waren die SS-Angehörigen mit neuen Papieren ausgestattet, war es ihnen möglich, sich bei Krusau unter die aus Dänemark zurückkommenden Soldaten der Wehrmacht zu mischen.
Am 3. Mai 1945 hatte Dönitz den nach Flensburg geflüchteten Himmler noch als Führer der Waffen-SS und Chef der deutschen Polizei bestätigt, am 6. Mai setzte er ihn in seiner Anwesenheit während einer Kabinettssitzung ab. Himmler wurde es danach in Flensburg zu gefährlich; er verließ die Stadt und zog sich ins Umland zurück. Mit einigen wenigen Gefolgsleuten floh er ab dem 11. Mai wieder zurück nach Süden, wo er am 21. Mai in Meinstedt, südöstlich von Bremervörde, verhaftet wurde und sich kurz darauf das Leben nahm. Ebenso wie Himmler fand auch Ribbentrop keinen Anschluss in der geschäftsführenden Reichsregierung. Karl Dönitz lehnte ihn ebenfalls ab. Am 6. Mai 1945 wurde auch der Gauleiter und Oberpräsident von Schleswig-Holstein, Hinrich Lohse, durch Dönitz seiner Ämter enthoben. Es wurde behauptet, dass er mit Erich Koch zusammen ein U-Boot verlangt habe, um sich nach Südamerika absetzen zu können.
Otto Ohlendorf wurde an der Reichsregierung beteiligt, womit er Distanz zu Himmler gewann, zu dem er weiterhin bis zu dessen Tod Kontakt hielt. Das ihm unterstehende Amt III (SD-Inland) wurde am 13. Mai als Nachrichtendienst der Reichsregierung eingeordnet. Auch behielt er im Grunde seinen Posten als Staatssekretär des Reichswirtschaftsministerium unter Albert Speer, der zwar in der Flensburger Regierung für das Ressort „Wirtschaft und Produktion“ zuständig war, aber die eigentliche Leitung des Stabes Ohlendorf überließ. Der Nachrichtendienst machte mit ungefähr 200 Bediensteten den Großteil der Reichsregierung Dönitz aus, die insgesamt aus etwa 350 Mitarbeitern bestand. 1948 wurde Ohlendorf im Einsatzgruppen-Prozess zum Tode verurteilt und 1951 hingerichtet.

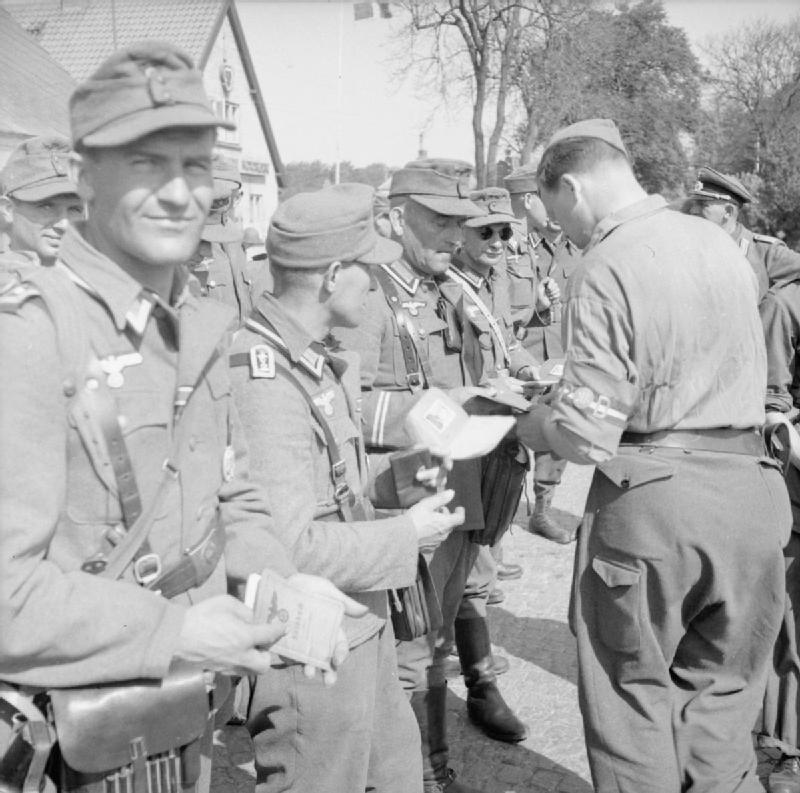
Zurückkehrende deutsche Soldaten werden an der Grenze bei Krusau kontrolliert

Mit dem Kriegsende begann die britische Field Security Section nach Kriegsverbrechern zu fahnden. Erste Erfolge vermeldete die Einheit ab dem 13. Mai. An der Grenze begannen die Briten zudem die Angehörigen der Wehrmacht zu überprüfen. Mit den Dänen zusammen wurde im ehemals deutschen Internierungslager Fröslee eine Vernehmungsstelle eingerichtet.

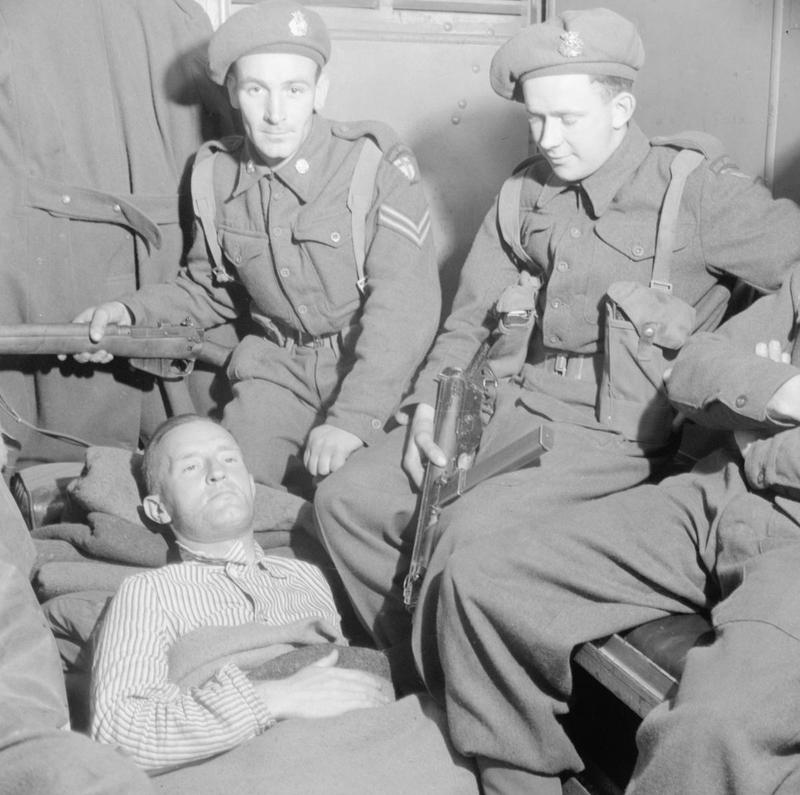
Der im Mai bei Flensburg verhaftete Propaganda-Rundfunksprecher William Joyce (Lord Haw-Haw) während seines anschließenden Transportes in einer Ambulanz

Maximilian von Herff wurde noch im Mai 1945 in Flensburg von den britischen Soldaten verhaftet. Richard Glücks, der Chef der Inspektion der Konzentrationslager, starb am 10. Mai 1945 im Marinelazarett Flensburg-Mürwik durch Suizid. Der NS-Chefideologe Alfred Rosenberg war von Dönitz aus der geschäftsführenden Reichsregierung entfernt worden. Er wurde am 18. Mai 1945 im Marinelazarett verhaftet. Der Sonderbereich Mürwik wurde am 23. Mai von britischen Soldaten besetzt. Karl Dönitz, Alfred Jodl und Ex-Rüstungsminister Albert Speer wurden verhaftet und im Anschluss in Nürnberg verurteilt. Generaladmiral Friedeburg, der ebenfalls für die Regierung tätig war, nahm sich noch am selben Tag das Leben.
Am 11. März 1946 wurde auf einem Hof des Dorfes Gottrupel der unter falschem Namen untergetauchte Kommandant des KZ Auschwitz, Rudolf Höß, von den Briten verhaftet und an Polen ausgeliefert, wo er vor Gericht gestellt und 1947 in Auschwitz hingerichtet wurde.
Als nach dem Krieg der flüchtige NS-Euthanasie-Täter Werner Heyde erfuhr, dass die Stelle eines Sportarztes an der Marinesportschule unbesetzt war, bewarb er sich unter dem Namen „Dr. med. Fritz Sawade“ und wurde 1949 angestellt. Er erwarb im Stadtteil Westliche Höhe, in dem sich nach dem Krieg schon andere Nazis niedergelassen hatten, im Walter-Flex-Weg ein Reihenhaus. Erst 1959 wurde Heyde enttarnt. Er floh vor der zu erwartenden Verhaftung nach Frankfurt am Main, wo er schließlich verhaftet wurde. Noch vor Beginn der Hauptverhandlung nahm er sich 1964 das Leben.